# Miniopterus maghrebensis
Miniopterus maghrebensis är en fladdermus i familjen läderlappar som förekommer i norra Afrika. Populationen infogades före 2014 i grottfladdermus. Artepitetet i det vetenskapliga namnet är sammansatt av Maghreb (region i nordvästra Afrika) och den latinska ändelsen ensis (boende i).

## Utseende
För typexemplaret registrerades en kroppslängd (huvud och bål) av 60 mm, en svanslängd av 63 mm och 46 mm långa underarmar. Örat var 11,5 mm lång och det fanns en cirka 6 mm lång tragus. På ovansidan varierar pälsfärgen mellan kastanjebrun och mörk gråbrun. Undersidans hår är mörkbruna nära roten och ljusbruna till gulbruna vid spetsen, vilket ger ett ljusbrunt utseende. Öronens baksida och nakna delar av ansiktet har en ljus gråbrun färg och öronens framsida är rosa och saknar pigment. Vingarna och svansflyghuden har ungefär samma färg som ovansidan. Förutom tydliga genetiska avvikelser finns små differenser i kraniets och tändernas konstruktion på grottfladdermusen.

## Utbredning och ekologi
Denna fladdermus är känd från nordöstra Marocko och Tunisien. Antagligen lever den även i norra Algeriet. Exemplaren vistas i torra skogar och buskskogar.
Individerna vilar i grottor. De skapar sig fettreserver före vintern. Lätet som används för ekolokaliseringen är 3 till 5,5 millisekunder långt och börjar cirka vid 75 kHz samt slutar vid 50 kHz. Den största intensiteten uppnås vid 55 till 51 kHz.

## Hot
Beståndet påverkas av störningar vid viloplatsen. Antagligen är bekämpningsmedel som används för jordbruket skadligt. Enligt uppskattningar minskar hela populationen med upp till 30 procent mellan 2015 och 2030. IUCN listar arten som nära hotad (NT).